# Bułgarski Pułk Grenadierów SS
Bułgarski Pułk Grenadierów SS (niem. Waffen-Grenadier Regiment der SS (bulgarisches Nr 1)), nazywany też Bułgarskim Legionem Przeciwpancernym – ochotnicza jednostka wojskowa Waffen-SS złożona z Bułgarów pod koniec II wojny światowej.

## Historia
Pierwsze pomysły sformowania bułgarskiego legionu Waffen-SS i wysłania na front wschodni pojawiły się już w 1942 r., ale władze carskiej Bułgarii nie zgodziły się na to. Koncepcja ta została reaktywowana we wrześniu 1944 r., po przejściu Bułgarii na stronę przeciwników Niemiec. Na mocy rozkazu Reichsführera SS Heinricha Himmlera z 13 listopada rozpoczęto w obozie szkoleniowym w Döllersheim w Austrii formować Bułgarski Pułk Grenadierów SS. Rekrutował się on spośród bułgarskich studentów i robotników z Niemiec oraz tych żołnierzy i osób cywilnych, którzy uciekli z Bułgarii, aby walczyć przeciwko Sowietom. Wśród nich było też 12 bułgarskich studentek medycyny z uniwersytetu w Wiedniu, skierowanych na studia przez młodzieżową organizację "Brannik". Jednym z ochotników był bułgarski as lotniczy ppor. Piotr Boczew. Ostatecznie zwerbowano ok. 600-700 osób, na czele których stanął niemiecki oficer SS-Standartenführer Günter Alhalt, a następnie SS-Oberführer Heinz Bertling. Z ramienia proniemieckiego bułgarskiego "rządu emigracyjnego" Aleksandyra Cankowa, rezydującego w Wiedniu, zwierzchnictwo nad oddziałem sprawował płk Iwan Rogozarow. Formowanie pułku zakończyło się w grudniu 1944 r. Otrzymał on oficjalną nazwę Waffen-Grenadier Regiment der SS (bulgarisches Nr 1).
Na pocz. kwietnia 1945 r. Niemcy planowali włączyć pułk do II Korpusu Pancernego SS. Jednakże z powodu antyniemieckich nastrojów wśród bułgarskich żołnierzy, wysłanie pułku na front przedłużyło się o miesiąc. 20 kwietnia tego roku jednostkę przekształcono w Pułk Niszczycieli Czołgów SS (SS Panzer-Zerstörer-Regiment (bulgarisches)). Niemcy planowali rozbudować ją w Waffen-Grenadier Division der SS (bulgarische Nr 1), ale nigdy do tego nie doszło. Nie jest prawdą często spotykane w literaturze przedmiotu stwierdzenie, iż Bułgarzy  nie wzięli udziału w żadnych walkach, a ich jedyną akcją było schwytanie i rozstrzelanie grupy dezerterów z własnych szeregów. W dniach 5-7 maja 1945 r. w okolicach miasta Stockerau na terenie Austrii wzięli udział w walce przeciw nacierającym jednostkom 46 Armii Armii Czerwonej. Bułgarzy zniszczyli 14 sowieckich czołgów i 2 działa pancerne, zadając przeciwnikowi spore straty w ludziach (wzięto nawet ok. 30 jeńców), ale i sami ponieśli dotkliwe straty. Zginęło bądź zostało poważnie rannych 98 żołnierzy, a 46 uznano za zaginionych. Pułk wycofał się w rejon miejscowości Horn. Niemiecki dowódca obrony miasta podpisał kapitulację garnizonu i zobowiązał się do przekazania Armii Czerwonej wszystkich żołnierzy Waffen-SS. W tej sytuacji niemieckie i bułgarskie oddziały Waffen-SS zaatakowały garnizon miasta, próbując bezskutecznie przejąć władzę. W nocy z 7 na 8 maja Bułgarzy wycofali się z Hornu, przechodząc na terytorium Czech. 10 maja trzon pułku (ok. 250 żołnierzy) poddał się wojskom amerykańskim z 3 Armii. Bułgarzy zostali osadzeni w obozie jenieckim w Bad Ischl.
Żołnierze pułku nosili niemieckie mundury z naszywką w kolorach flagi bułgarskiej na ramieniu, na której był herb bułgarski z lwem i napis "Свобода или смърт" (Wolność lub śmierć). Wielu oficerów i żołnierzy samowolnie zrywało odznaki SS, zastępując je bułgarskimi. Nosili też bułgarskie czapki wojskowe. Niektórzy oficerowie mieli szable.
W 1992 r. w Bułgarii został utworzony Związek Weteranów Przeciwpancernego Legionu, grupujący ostatnich żyjących żołnierzy Bułgarskiego Pułku Grenadierów SS. Wszedł on w skład ogólnokrajowego Stowarzyszenia Weteranów II Wojny Światowej.

## Skład organizacyjny
- dowódca – SS-Standartenführer Günter Alhalt, a następnie SS-Oberführer Heinz Bertling (ze strony bułgarskiej Waffen-Oberfüher der SS (pułkownik) Iwan Rogozarow)
- szef sztabu – SS-Sturmbannführer Paul Brilling
- 1 batalion – d-ca Waffen-Obersturmbannfüher der SS Georgi Malkow
- 2 batalion – d-ca Waffen-Hauptsturmfüher der SS Cwetan Bogorow
- Panzerjäger-Bataillon (16 dział ppanc. 75 mm, 2 działa plot. 88 mm) – d-ca Waffen- Hauptsturmfüher der SS Lebibow
- kompania łączności
- kompania saperów
- kompania sztabowa
- pododdział medyczny – d-ca Waffen-Sturmbannfüher der SS dr Luka Bilarski